# Brachygobius doriae
Brachygobius doriae là một loài cá bống từ vùng nước ngọt và lợ của Indonesia, Brunei,Việt Nam và Singapore. Loài này có thể đạt tới chiều dài 4,2 xentimét (1,7 in).